# Aikikai
Die Aikikai-Stiftung (jap. 財団法人合気会 Zaidan Hōjin Aikikai) ist die ursprüngliche und weltweit größte Organisation für die japanische Kampfkunst Aikidō. Sie wurde 1940 offiziell durch die japanische Regierung anerkannt. Die Stiftung beschreibt sich selbst als Elternorganisation für die Entwicklung und Verbreitung des Aikido in der Welt.

## Organisationsstruktur
Das Hauptquartier der Aikikai-Stiftung, das Aikikai Honbu Dōjō, ist in Tokio angesiedelt. Nach dem Tod von Morihei Ueshiba, dem Begründer des Aikidō, wurde die Leitung der Organisation 1969 auf seinen Sohn Kisshōmaru Ueshiba übertragen. Der heutige Leiter des Aikikai ist Ueshiba Moriheis Enkel Moriteru Ueshiba. Im Aikikai gibt es mehrere Linien, die verschiedenen Schülern Morihei Ueshibas folgen. Daher gibt es innerhalb des Verbandes durchaus unterschiedliche Stile.

### Aikikai in Deutschland
Der Aikikai Deutschland ist der offizielle Vertreter der Aikikai-Stiftung in Deutschland. Er wird vom Bundestrainer Katsuaki Asai (8. Dan, Shihan) geleitet, der als  Repräsentant des Aikikai Honbu Dōjō in Tokio nach Deutschland entsandt wurde. Seit 1967 besitzen Katsuaki Asai und Aikikai Deutschland das Namensrecht für die Bezeichnung „Aikikai“. Aikikai ist seit 2006 in Deutschland eine eingetragene Wortmarke von Katsuaki Asai.
Darüber hinaus gibt es jedoch mehrere deutsche Aikido-Verbände, die organisatorisch zwar vom Aikikai Deutschland unabhängig sind, die jedoch entweder über ihre jeweiligen Lehrer, als Shihan des Aikikai Honbu Dōjō, oder aber als Verband von der Aikikai-Stiftung anerkannt sind. Zu diesen gehören: a)
- Aikido Association Germany e. V. (AAG e. V.) unter Dirk Müller (6. Dan, Shihan)
- Aikido Föderation Deutschland (AiFD) unter Seishirō Endō (8. Dan, Shihan) und Christian Tissier (8. Dan, Shihan)
- Die Schüler um Nobuyuki Watanabe (8. Dan, Shihan), die sich im KenBuKai zusammengeschlossen haben.
- Aikido Shinki Rengo unter Michael Daishiro Nakajima (7. Dan, Shihan)
- Freie Deutsche Aikidovereinigung (FDAV) unter Toshiro Suga (7. Dan, Shihan)

Andere Aikido-Verbände, wie z. B. der Bundesverband der Aikido-Lehrer (BdAL), sind nicht von der Aikikai-Stiftung anerkannt.

### Aikikai in Österreich
Der Aikikai-Verband Österreichischer Aikidoschulen wurde 1999 gegründet.
Der Verband hat ca. 300 aktive Mitglieder und versteht sich als Plattform unabhängiger Dōjōs mit freien Richtlinien, die  technische Richtlinie gibt das Aikikai in Tokyo vor. Der Honbu Dōjō Examination Code wird als Ausbildungsschlüssel herangezogen. Seit 2006 wird der Verband vom Honbu Dōjō anerkannt.
Innerhalb des Verbandes finden sich neben Dōjōs aus Österreich auch Dōjōs aus Deutschland, Kroatien, Ungarn und der Slowakei.